# Batman (seriál)
Batman je americký akční televizní seriál natočený na motivy komiksu o Batmanovi vydavatelství DC Comics. Premiérově byl vysílán v letech 1966–1968. Ve třech řadách vzniklo celkem 120 dílů – první série měla 34 epizod, druhá 60 dílů a poslední 26 epizod. Seriál byl na DVD a BD vydán v letech 2014 a 2015.
Podle seriálu Batman byl v roce 1966 natočen stejnojmenný celovečerní film. V roce 2003 vznikl komediální televizní film Návrat do netopýří jeskyně: Adam a Burt po třiceti letech, ve kterém se hrdinové i herci vrátili do svých rolí ze 60. let.

## Příběh
Seriál je zaměřen na dobrodružství Batmana a jeho pomocníka Robina při boji se zločinem ve městě Gotham City, přičemž ve třetí řadě jim pomáhá i Batgirl. Mezi jejich nejvýznamnější protivníky patří Catwoman, Riddler, Joker či Penguin. Zatímco první dvě sezóny seriálu sestávají výhradně z dvoudílných epizod (výjimkou jsou dvě třídílné epizody ve druhé sezóně), třetí série většinou obsahuje příběhově samostatné díly.

## Obsazení
- Adam West jako Bruce Wayne / Batman
- Burt Ward jako Dick Grayson / Robin
- Yvonne Craig jako Barbara Gordonová / Batgirl (3. řada)
- Alan Napier jako Alfred Pennyworth
- Neil Hamilton jako komisař James Gordon
- Stafford Repp jako náčelník Miles Clancy O'Hara
- Madge Blake jako Harriet Cooperová